# Бушати, Зеф
Зеф Бушати (алб. Zef Bushati; 11 октября 1953, Тирана) — албанский актёр, режиссёр, правоцентристский политик и дипломат, один из основателей Христианско-демократической партии. В 1997—2001 — депутат парламента, участник принятия Конституции. Неоднократно занимал посты в аппарате правительства. В 2002—2006 — посол Албании в Ватикане. Руководящий деятель католических общественных организаций Албании.

## Актёр и режиссёр
Родился в семье работника типографии. Семейство Бушати принадлежит к албанской католической общине. В 1976 окончил факультет сценических искусств Университета искусств Албании. Работал актёром и режиссёром Национального театра.
В 1974 дебютировал в кино. За 15 лет сыграл около 35 ролей. Выступал в военно-историческом жанре (партизанское движение Второй мировой войны, антиосманские восстания) и в жанре психологического конфликта, его актёрским амплуа являлись сильные личности. С 1982 преподавал в Университете искусств.

## Христианско-демократический политик

### В Христианско-демократической партии
В 1990 Зеф Бушати примкнул к массовым антикоммунистическим протестам. Выступал с позиций христианской демократии. Некоторое время состоял в руководстве Республиканской партии, созданной Сабри Годо. 11 декабря 1991 участвовал в собрании группы интеллектуалов, учредивших Христианско-демократическую партию Албании (ХДПА). Впоследствии Бушати отмечал особую активность христианского населения в демократическом и прозападном движении. Был одним из учредителей Католической ассоциации Албании.
В феврале 1994, после падения коммунистического режима, состоялся первый съезд ХДПА. Председателем партии был избран Зеф Бушати. Переизбран на втором съезде в апреле 1996 и на третьем мае 2000. ХДПА участвовала в правительственной коалиции с Демократической партией Албании (ДПА), в 1996—1997 Бушати являлся советником премьер-министра Александера Мекси. На выборах 1997 Бушати был избран от ХДПА депутатом парламента Албании. Представлял ХДПА в Интернационале христианской демократии и Европейской народной партии. С 1995 по 2002 был президентом Союза албанских христианских демократов Албании и Косова.
В 1998 Зеф Бушати участвовал в разработки и принятии ныне действующей Конституции Албании. Именно он — в соответствии с решением национальной конференции ХДПА — предложил включить в Основной закон веру в Бога и принцип неделимости Албании. Эти тезисы были одобрены парламентом и внесены в Конституцию.
ХДПА под руководством Зефа Бушати занимала национал-консервативные антикоммунистические позиции. Партия последовательно выступала в союзе с ДПА, активно поддерживала Сали Беришу. Политический вес ХДПА был невелик, однако авторитет популярногно актёра Бушати в католической общине Албании представлял значительный политико-символический ресурс.

### В Партии христианско-демократического альянса
После серии партийных расколов и отколов Зеф Бушати покинул ХДПА. С 2011 он возглавляет Партию христианско-демократического альянса (ПХДА). В мае 2019 избран вице-президентом Интернационала христианской демократии.
В международных партийных связях Зеф Бушати ориентируется на итальянский Союз Центра (в итальянской христианской демократии организационно участвовали сын и дочь Бушати). Для его взглядов характерен европеизм, подчёркивание принадлежности Албании к Европе, отрицание концепций, выделяющих Балканы в особый политический регион.
Во главе ПХДА Зеф Бушати заметно изменил политический курс, дистанцировавшись от ДПА. Во время уличных протестов 2019 против социалистического правительства Эди Рамы Бушати возлагал ответственность за кризис на обе крупнейшие партии — правящую Социалистическую и оппозиционную Демократическую, критиковал действия ДПА. Со своей стороны, он поддерживал позицию Евросоюза и предлагал изменение избирательного закона. Реформа избирательной системы в интересах малых партий — одна из главных политических установок Бушати и ПХДА.

## Дипломат и чиновник
В 2002 Зеф Бушати был назначен послом Албании при Святом Престоле в Ватикане. Возглавлял албанское отделение Фонда Папы Клемента XI и Итало-Албанский институт экономики и культуры.
В 2006 Зеф Бушати возвратился в Албанию. Занимал посты советника министра здравоохранения, заместителя министра интеграции по делам европейской интеграции. В 2009—2010 — полномочный министр при албанском посольстве в Италии. В 2011—2013 — советник министерства туризма, культуры и спорта.

## Конфессиональный и общественный деятель
Зеф Бушати возглавляет либо состоит в руководстве нескольких организаций албанской католической общественности. Является одним из самых авторитетных деятелей албанского католицизма. Имеет научные степени и учёные звания ряда католических академий и университетов Италии, Испании, Швейцарии и США.
В 2016 Зеф Бушати поддержал назначение мальтийского прелата Георге Френдо католическим архиепископом Тираны — Дурреса. Получал апостольские благословения Папы Бенедикта XVI и Папы Франциска I. Выступая 4 сентября 2016 в связи с канонизацией Матери Терезы, Зеф Бушати отмечал, что Албания дала трёх католических святых.
Широкий резонанс вызвало в 2014 выступление Зефа Бушати с предложением легализовать выращивание марихуаны в Албании — из экономических соображений стимулирования сельского хозяйства.

## Семья
Зеф Бушати женат, имеет двоих детей. Его жена Сильвана, сын Антонио, дочь Анжела также активисты католических организаций и христианско-демократического движения. Бушати обладает репутацией одного из самых состоятельных политиков Албании.